# Athrotaxis
Athrotaxis er en planteslægt, der hører hjemme på Tasmanien, hvor alle tre arter vokser. Slægten har en del træk fælles med Kryptomerie-slægten.